# Chaumont-le-Bois
Chaumont-le-Bois é uma comuna francesa na região administrativa da Borgonha-Franco-Condado, no departamento de Côte-d'Or. Estende-se por uma área de 7,4 km². Em 2010 a comuna tinha 85 habitantes (densidade: 11,5 hab./km²).